# Косенко Микита Євменович
Косенко Микита Євменович (в деяких джерелах подано як Олександр) — (1880, село Городище на Черкащині — 1965) майстер народних музичних інструментів, жив у Городищі. Виробляв струнно-щипкові інструменти: балалайки, гітари, мандоліни та бандури.

## З життєпису
```
Капела
 
бандуристів
 клубу Городищенського цукрорафінадного заводу грала на інструментах його виробництва з 
1927
 року.
```

Його бандури мали велику популярність серед професійних виконавців Київської державної капели бандуристів наприкінці 1930-их та в 1940-ві роки[джерело?]. За свідченням бандуриста Олексія Чуприни, Косенко разом з майстром Коржевським виготовив понад 500 кобз-бандур[джерело?].
Інструменти Косенка були Київського типу з 14-ма басаками настроєними діатонічно та 43-ма приструнками настроєними хроматично. Стрій основного ряду струн — соль мажор. Інструмент інкрустований деревом та перламутром.
|  | Я пам'ятаю майстра Микиту Євменовича Косенка, який виготовляв музичні інструменти, — розповідає Галина Василівна Сарапина, 1936 р.н. — Він жив по Корсунській вулиці (тепер вул. Миру). Тепер у тому будинку ювелірна майстерня Оксаніченків. За хатою був високий дерев'яний сарай-майстерня. Усередині на стінах висіли бандури. Майстер був середнього росту, ходив, як тоді усі старі люди. Бандури виготовляв під конкретну людину, знімав мірку, щоб потім музиканту було зручно грати. Він мав учнів.[джерело?] |

Бандура Олександра Косенка знаходиться в музеї Театрального мистецтва в Печерській Лаврі (Довж. 113 #4360).